# Eliezer Aszkenazy

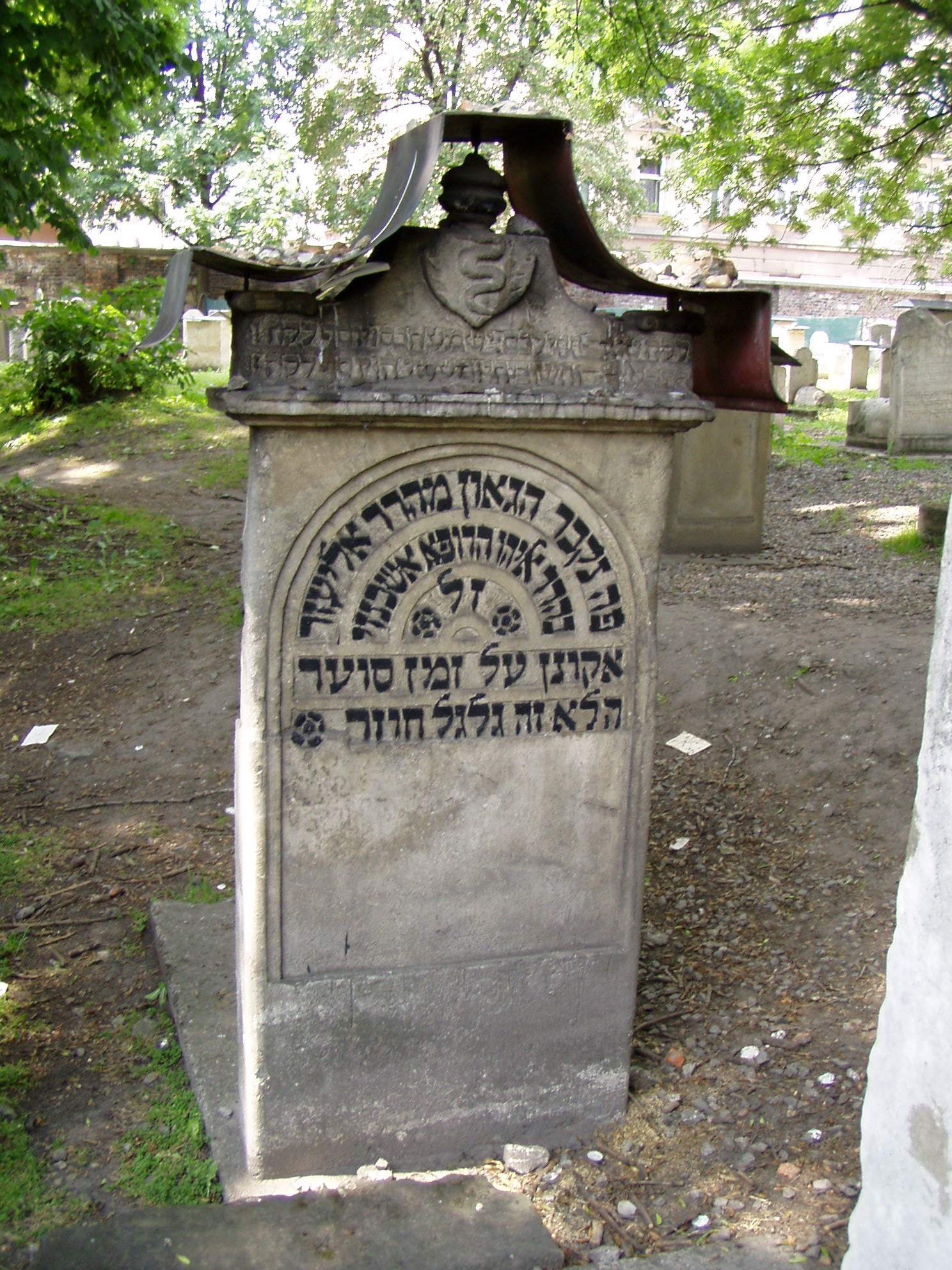
Grób Eliezera Aszkenazego na cmentarzu Remuh w Krakowie

Eliezer Aszkenazy (ur. 1513, zm. 1586 na Kazimierzu) – sefardyjski rabin, lekarz, uczony i pajant.

## Życiorys
Pełnił funkcję rabina w Kairze, Famaguście, Poznaniu i najprawdopodobniej w Krakowie.
W Wenecji w 1583 roku napisał komentarze do Tory, a w Cremonie w 1576 komentarz do Księgi Estery. Autor dzieła "Maasej Adonaj" (z hebr. Dzieła Pańskie), które ukończył w 1582 roku w Gnieźnie. Według legendy został on cudownie przeniesiony z Kairu do Krakowa w noc paschalną podczas trwania sederu, a posiłek paschalny dokończył już w Polsce.
Został pochowany na cmentarzu Remuh przy  ulicy Szerokiej, gdzie znajduje się rekonstrukcja jego nagrobka. Oryginalne jest tylko zwieńczenie przedstawiające węża Eskulapa, odnalezione w 1925.